# Grand Prix Německa 1971
Grand Prix Německa 1971 (oficiálně XXXIII Großer Preis von Deutschland) se jela na okruhu Nürburgring v Nürburgu v Německu dne 1. srpna 1971. Závod byl sedmým v pořadí v sezóně 1971 šampionátu Formule 1.

## Kvalifikace
| Poř.   | No. | Jezdec             | Konstruktér      | Čas      | Ztráta |
| ------ | --- | ------------------ | ---------------- | -------- | ------ |
| 1      | 2   | Jackie Stewart     | Tyrrell-Ford     | 7:19.0   | —      |
| 2      | 4   | Jacky Ickx         | Ferrari          | 7:19.2   | +0.2   |
| 3      | 21  | Jo Siffert         | BRM              | 7:22.4   | +3.4   |
| 4      | 6   | Clay Regazzoni     | Ferrari          | 7:22.7   | +3.7   |
| 5      | 3   | François Cevert    | Tyrrell-Ford     | 7:23.4   | +4.4   |
| 6      | 18  | Denny Hulme        | McLaren-Ford     | 7:26.0   | +7.0   |
| 7      | 15  | Ronnie Peterson    | March-Ford       | 7:26.5   | +7.5   |
| 8      | 8   | Emerson Fittipaldi | Lotus-Ford       | 7:27.5   | +8.5   |
| 9      | 25  | Tim Schenken       | Brabham-Ford     | 7:29.8   | +10.8  |
| 10     | 14  | Henri Pescarolo    | March-Ford       | 7:30.3   | +11.3  |
| 11     | 5   | Mario Andretti     | Ferrari          | 7:31.7   | +12.7  |
| 12     | 12  | Rolf Stommelen     | Surtees-Ford     | 7:34.7   | +15.7  |
| 13     | 24  | Graham Hill        | Brabham-Ford     | 7:36.1   | +17.1  |
| 14     | 23  | Howden Ganley      | BRM              | 7:36.6   | +17.6  |
| 15     | 7   | John Surtees       | Surtees-Ford     | 7:36.7   | +17.7  |
| 16     | 10  | Chris Amon         | Matra            | 7:37.3   | +18.3  |
| 17     | 9   | Reine Wisell       | Lotus-Ford       | 7:39.96  | +20.96 |
| 18     | 22  | Vic Elford         | BRM              | 7:39.98  | +20.98 |
| 19     | 20  | Peter Gethin       | McLaren-Ford     | 7:41.4   | +22.4  |
| 20     | 16  | Andrea de Adamich  | March-Alfa Romeo | 7:41.7   | +22.7  |
| 21     | 17  | Nanni Galli        | March-Alfa Romeo | 7:47.5   | +28.5  |
| 22     | 28  | Mike Beuttler      | March-Ford       | 7:42.6   | +31.6  |
| DNQ    | 27  | Jo Bonnier         | McLaren-Ford     | 8:17.0   | +58.0  |
| DNQ    | 27  | Helmut Marko       | McLaren-Ford     | Bez času | —      |
| Zdroj: |     |                    |                  |          |        |

## Závod
| Poř.   | No. | Jezdec             | Konstruktér      | Počet kol | Čas/Odstoupení    | Pořadí na startu | Body |
| ------ | --- | ------------------ | ---------------- | --------- | ----------------- | ---------------- | ---- |
| 1      | 2   | Jackie Stewart     | Tyrrell-Ford     | 12        | 1:29:16.3         | 1                | 9    |
| 2      | 3   | François Cevert    | Tyrrell-Ford     | 12        | + 30.1            | 5                | 6    |
| 3      | 6   | Clay Regazzoni     | Ferrari          | 12        | + 37.1            | 4                | 4    |
| 4      | 5   | Mario Andretti     | Ferrari          | 12        | + 2:05.0          | 11               | 3    |
| 5      | 15  | Ronnie Peterson    | March-Ford       | 12        | + 2:29.1          | 7                | 2    |
| 6      | 25  | Tim Schenken       | Brabham-Ford     | 12        | + 2:58.6          | 9                | 1    |
| 7      | 7   | John Surtees       | Surtees-Ford     | 12        | + 3:19.0          | 15               |      |
| 8      | 9   | Reine Wisell       | Lotus-Ford       | 12        | + 6:31.7          | 17               |      |
| 9      | 24  | Graham Hill        | Brabham-Ford     | 12        | + 6:37.0          | 13               |      |
| 10     | 12  | Rolf Stommelen     | Surtees-Ford     | 11        | + 1 kolo          | 12               |      |
| 11     | 22  | Vic Elford         | BRM              | 11        | + 1 kolo          | 18               |      |
| 12     | 17  | Nanni Galli        | March-Alfa Romeo | 10        | + 2 kola          | 21               |      |
| Ret    | 8   | Emerson Fittipaldi | Lotus-Ford       | 8         | Únik oleje        | 8                |      |
| DSQ    | 21  | Jo Siffert         | BRM              | 6         | Diskvalifikován   | 3                |      |
| Ret    | 10  | Chris Amon         | Matra            | 6         | Nehoda            | 16               |      |
| Ret    | 14  | Henri Pescarolo    | March-Ford       | 5         | Zavěšení          | 10               |      |
| Ret    | 20  | Peter Gethin       | McLaren-Ford     | 5         | Nehoda            | 19               |      |
| Ret    | 18  | Denny Hulme        | McLaren-Ford     | 3         | Únik paliva       | 6                |      |
| DSQ    | 28  | Mike Beuttler      | March-Ford       | 3         | Diskvalifikován   | 22               |      |
| Ret    | 23  | Howden Ganley      | BRM              | 2         | Motor             | 14               |      |
| Ret    | 16  | Andrea de Adamich  | March-Alfa Romeo | 2         | Vstřikování       | 20               |      |
| Ret    | 4   | Jacky Ickx         | Ferrari          | 1         | Nehoda            | 2                |      |
| DNQ    | 27  | Jo Bonnier         | McLaren-Ford     |           |                   |                  |      |
| WD     | 27  | Helmut Marko       | McLaren-Ford     |           | Vůz řídil Bonnier |                  |      |
| Zdroj: |     |                    |                  |           |                   |                  |      |

## Průběžné pořadí po závodě
Pohár jezdců
|        | Pořadí | Jezdec          | Body |
| ------ | ------ | --------------- | ---- |
|        | 1      | Jackie Stewart  | 51   |
|        | 2      | Jacky Ickx      | 19   |
|        | 3      | Ronnie Peterson | 17   |
| 1      | 4      | Mario Andretti  | 12   |
| 2      | 5      | Clay Regazzoni  | 12   |
| Zdroj: |        |                 |      |

Pohár konstruktérů
|        | Pořadí | Konstruktér  | Body |
| ------ | ------ | ------------ | ---- |
|        | 1      | Tyrrell-Ford | 51   |
|        | 2      | Ferrari      | 32   |
|        | 3      | March-Ford   | 17   |
|        | 4      | Lotus-Ford   | 13   |
|        | 5      | BRM          | 12   |
| Zdroj: |        |              |      |